# 米尔蒂安
米尔蒂安（法語：Multien，法語發音：[myltjɛ̃]）是法国的一个传统地区，位于巴黎盆地。 
米尔蒂安位于莫城西北，地处上布里（Haute-Brie）和瓦卢瓦之间，是一个大型农业地区。 
从罗马时代开始，米尔蒂安便由莫城管辖。在旧制度下，各个外围辖区（主要是莫城、苏瓦松和瓦卢瓦地区克雷皮）共同进行该地区的行政管理。自大革命之后，米尔蒂安便不复存在，其市镇划入塞纳-马恩省和瓦兹省。 

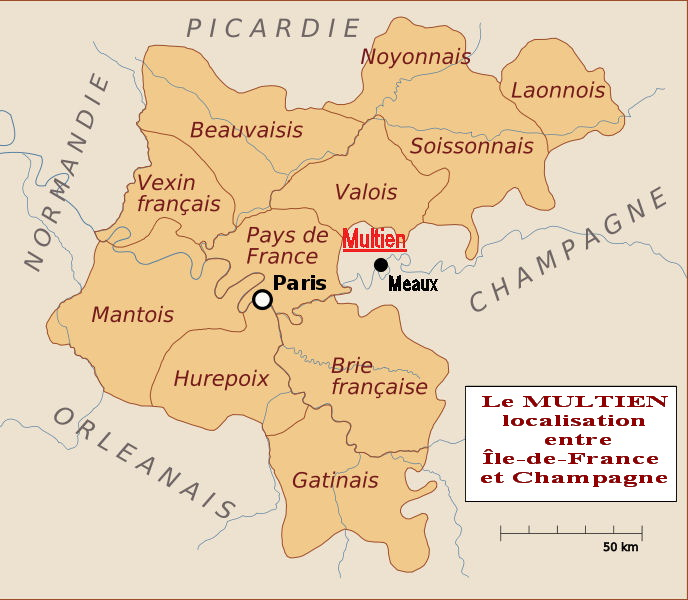
米尔蒂安与周围地区